# Andrei Borș
Andrei Borș (în rusă Андрей Тимофеевич Борщ; n. 17/30 august 1908, Grigoriopol, gubernia Herson, Imperiul Rus – d. 1993) a fost un filolog, lingvist și traducător sovietic moldovean. A fost unul dintre primii critici de film din Moldova. Candidat la științe filologice (1947).
Este autor a peste 150 de lucrări științifice despre lingvistică și istoria „limbii moldovenești”.

## Biografie
S-a născut în târgul Grigoriopol din ținutul Tiraspol, gubernia Herson (actualmente în Transnistria, Republica Moldova). În 1930 a absolvit Colegiul pedagogic moldovenesc din Balta, iar în 1940 a absolvit Universitatea din Leningrad. După absolvirea universității, s-a mutat la Kiev, unde a finalizat studiile postuniversitare și cursuri de traducător militar. A lucrat ca cercetător principal la Institutul de Lingvistică și Folclor (acum Institutul de Istorie a Artei, Folclor și Etnologie „M. F. Rîlski” al Academiei de Științe a Ucrainei).
Între anii 1931-1935 a lucrat ca profesor, director al unei școli din satul Coșnița. Apoi, a activat la Institutul de Lingvistică al Academiei de Științe a RSS Ucrainești, unde, din 1942 a fost cercetător inferior, apoi cercetător și din 1951, cercetător-senior. În paralel, din 1945 până în 1947, a citit știri și documentare la Studioul de Film din Kiev pentru revista de film Moldova Sovietică (Советская Молдавия) și texte pentru dublarea documentarelor. Din 1952 a fost cercetător principal la Institutul de Istorie, Limbă și Literatură al filialei moldovenești a Academiei de Științe a URSS din Chișinău. În anii 1971-1975 a fost șeful Catedrei de Limba și Literatura moldovenească a Universității de Stat din Chișinău, din 1975, profesorul acesteia.
A participat la pregătirea și implementarea reformei ortografiei limbii „moldovenești” („Ortografia limbii moldovenești” / Орфография молдавского языка, 1957, 1967). A fost unul dintre primii care a publicat în 1946 un articol de istorie a filmului „Din istoria cinematografiei moldovenești” (Из истории молдавского кино) în ziarul Moldova Socialistă.
S-a stins din viață în 1993.

## Lucrări
- Dicționar ortografic moldovenesc (Молдавский орфографический словарь). С—Т. Chișinău, 1940 (соавт.).
- Cum au învățat oamenii să vorbească? (Как люди научились говорить) // Сталин. племя. 1946, 21 августа.
- Dicționar rus-român (Русско-румынский словарь) // Учёные зап. Ин-та языковедения АН УССР. 1946. Т. 2—3.
- Originea limbii (Происхождение языка) // Moldova Socialistă. 1947, 23 мая.
- Noua ortografie moldovenească (Новая молдавская орфография) // Мовознавство. 1947. № 4—5.
- Ortografia moldovenească (Молдавская орфография) // Учёные зап. Молдав. НИИ. 1948.
- Lexicografia moldovenească (Молдавская лексикография) Chișinău, 1949.
- Principalele genuri ale dezvoltării lexicografiei moldovenești și unele aspecte ale dezvoltării limbii moldovenești moderne (Основные жанры развития молдавской лексикографии и некоторые вопросы развития современного молдавского языка) // Изв. АН СССР. 1951. № 4.